# Luther Burbank

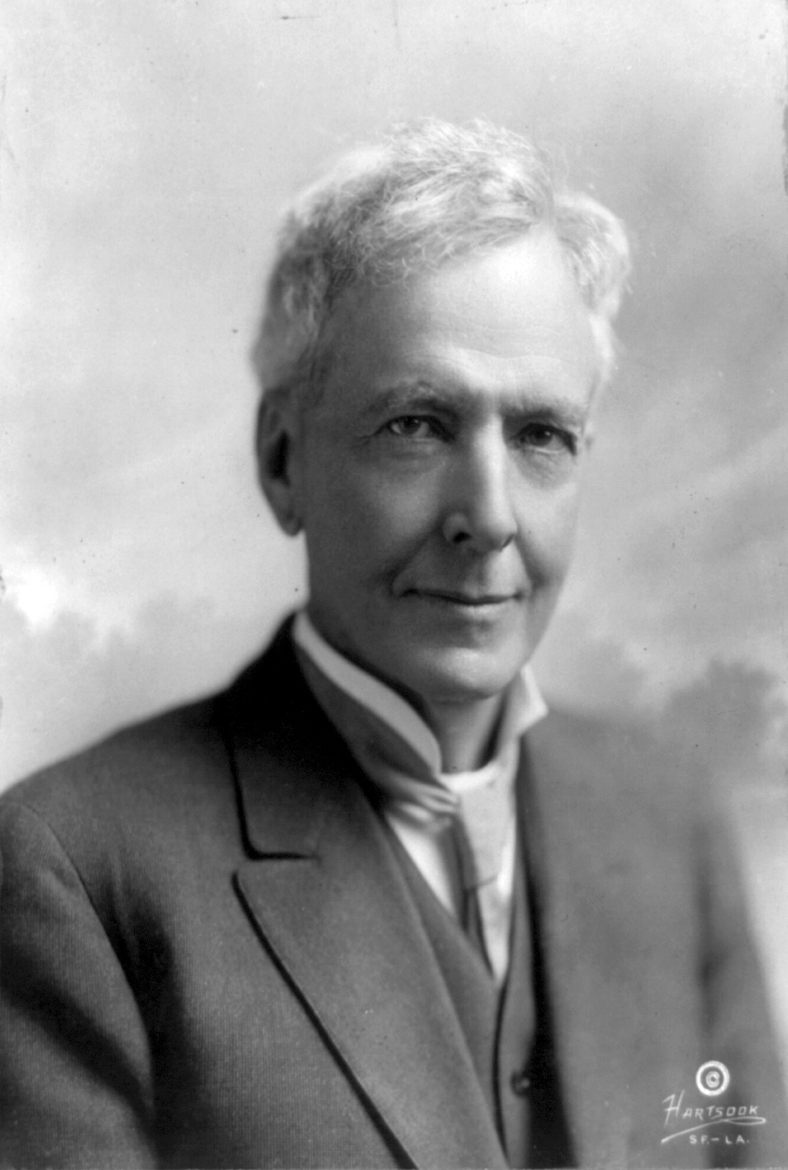
Luther Burbank

Luther Burbank (7 martie 1849 – 11 aprilie 1926) a fost un botanist, horticultor și pionier agronom american. Acesta a dezvoltat mai mult de 800 de varietăți de plante (incluzând fructe, flori și legume) în cei 55 de ani de carieră, printre care sunt notabile cactusul fără spini și câteva specii hibride de prune.
Și-a petrecut copilăria la o fermă și nu a avut studii universitare. La 21 de ani a început o carieră de cultivator. A obșinut un soi eficient de cartof, care îi poartă numele, apoi a înființat o pepinieră, o seră și mai multe ferme experimentale în Santa Fe, California.